# Trunking
Trunking – pojęcie z dziedziny techniki radiowej, telefonicznej i informatycznej. We wszystkich trzech przypadkach oznacza łączenie danych w jeden wspólny kanał, w którym przesyłane są dane.
Tranking (trunking) to metoda używania niewielkiej liczby kanałów telekomunikacyjnych przez dużą liczbę potencjalnych użytkowników.
Idea trunkingu jest od dawna wykorzystywana w publicznej sieci telefonicznej. Jeżeli dzwoni się do innego miasta lub dzielnicy, rozmowa jest przekazywana przez dowolną linię, ale jako abonent nie wybiera się jej. Wszystko, co trzeba zrobić, to tylko wybrać odpowiedni numer, a centrala telekomunikacyjna sama przydzieli nam wolną linię. Kiedy zakończy się rozmowę, linia jest przyznawana innemu dzwoniącemu. Innymi słowy, system automatycznie rozdziela ograniczoną liczbę linii pomiędzy dużą liczbę abonentów. Kolejnym przykładem jest używanie jednego pasa startowego przez wiele samolotów wielu linii lotniczych lądujących na danym lotnisku. Można by znaleźć wiele przykładów systemów trunkingowych w codziennym życiu.
Obecnie pojęcie trunking najczęściej używane jest w odniesieniu do techniki stosowanej w przełącznikach umożliwiających tworzenie VLAN (Virtual Local Area Network). Polega ono na skonfigurowaniu portu jako wspólnego (trunk) i przypisaniu do niego wszystkich lub odpowiednich VLAN-ów. Spowoduje to, w zależności od zastosowanej technologii, oznaczenie (tagowanie) lub kapsułkowanie ramek ethernetowych. Dzięki temu komunikacja między przełącznikami, która z powodu utworzenia sieci wirtualnych, musiałaby się odbywać za pośrednictwem kilku portów, może zachodzić z użyciem jednego kanału fizycznego podzielonego na kilka kanałów logicznych. Przykładowo zatem, dzięki takiemu rozwiązaniu, gdy używa się czterech VLAN-ów, można oszczędzić po trzy porty na każdym przełączniku.
Ramki w połączeniach trunk są specjalnie oznaczane jedynie w połączeniach między przełącznikami obsługującymi ten protokół. Informacje o VLAN-ie dodawane są na porcie wejściowym przełącznika stacji nadającej i zdejmowane na porcie wychodzącym przełącznika stacji docelowej.